# پایگاه عملیات خط مقدم
پایگاه عملیات خط مقدم یا قرارگاه به هر نوع پایگاه نظامی در خط مقدم جبهه گفته می‌شود. این پایگاه معمولاً همان پادگان است که برای پشتیبانی عملیات تاکتیکی استفاده می‌شود. پایگاه عملیات خط مقدم ممکن است دارای فرودگاه، بیمارستان یا امکانات دیگری باشد. ممکن از این پایگاه برای دوره زمانی مشخصی استفاده شود. این پایگاه‌ها عموماً توسط پایگاه عملیاتی اصلی، پشتیبانی می‌شوند.. در زمانی که بیشتر نیروهای نظامی در پایگاه عملیاتی اصلی جمع شده باشند پایگاه عملیات خط مقدم باعث کاهش زمان واکنش به حمله دشمن در منطقه اطراف خود می‌شود.

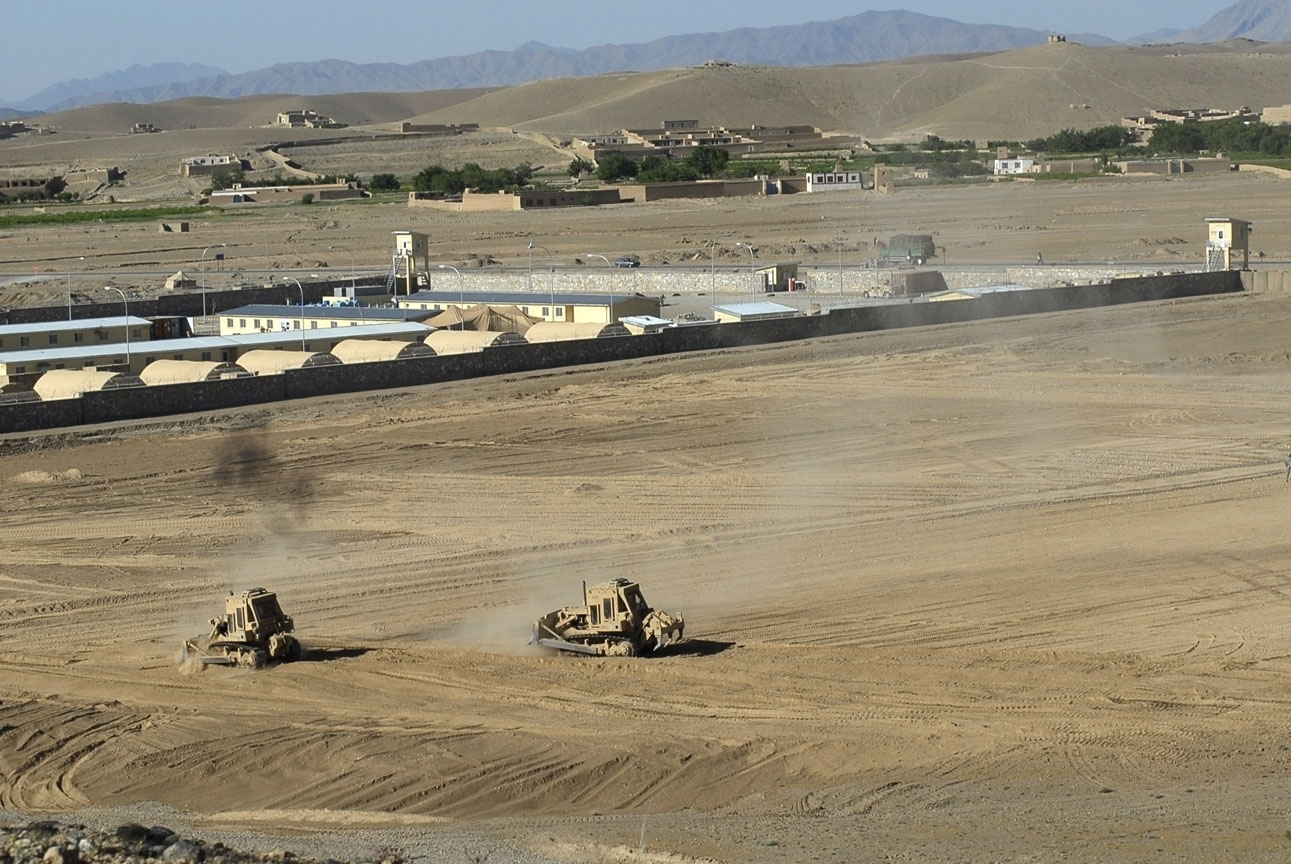
پایگاه عملیات خط مقدم لوگر در افغانستان

## مشخصه‌ها
در شکل بسیار ابتدایی، پایگاه عملیات خط مقدم شامل حلقه‌ای از سیم خاردار گرد یک محوطه با یک در کنترل ورود و خرج مستحکم می‌شود. پایگاه‌های پیشرفته‌تر دارای مجموعه‌ای از سدهای خاکی، مانع‌های بتنی، دروازه، برج‌های دیدبانی، پناهگاه و دیگر سازه‌های پشتیبانی نظامی هستند.

## جنگ افغانستان
در سال ۲۰۱۱ در زمان جنگ افغانستان (۲۰۰۱–۲۰۱۴) در زمان عملیات هاریک تعداد ۱۳۷ پایگاه عملیات خط مقدم توسط نیروهای نظامی بریتانیا ساخته شدند که همگی آنها پس از خروج بریتانیا از افغانستان در سال ۲۰۱۴ بسته شدند.

## نمونه
زندان ابوغریب
پایگاه هوایی الاسد
پایگاه عملیات خط مقدم کارپنتر
پایگاه عملیات خط مقدم اکو
پایگاه عملیات خط مقدم گریزلی
پایگاه عملیات خط مقدم مک‌کنزی
پایگاه عملیات خط مقدم اسکایز